# Archaeoneureclipsis geminata
Archaeoneureclipsis geminata là một loài Trichoptera hóa thạch trong họ Polycentropodidae.